# Janet Jackson (album)
A Janet Jackson című album Janet Jackson amerikai énekesnő első albuma. 1982-ben jelent meg, és még közel sem aratott olyan sikert, mint Jackson későbbi albumainak nagy része, de a Billboard R&B/hiphop-albumslágerlistáján a hatodik helyet érte el, és két kislemeze is felkerült a slágerlistákra: a Young Love a top 10-be, a Come Give Your Love to Me a top 20-ba került a Billboard R&B-slágerlistáján. Az album 1982 tizedik legtöbb példányban elkelt R&B-albuma lett.
Jackson karrierjét ebben az időben még apja, Joseph Jackson irányította; az énekesnő később azt nyilatkozta, nem szívesen énekelt ilyen könnyed témájú pop- és R&B-dalokat, mint első lemezén, illetve másodikon, a Dream Streeten (1984). Jackson nem akarta, hogy híressé vált testvérei közül bárki is közreműködjön az album elkészítésében, azt akarta, hogy saját maga miatt ítéljék meg. Az énekesnő ekkoriban még gyerekszínészként volt ismert; Pennyt alakította a Good Times és Charlene-t a Diff’rent Strokes című sorozatban; utóbbiban elénekelte a The Magic is Working című dal egy részletét az album promóciójaként.
Az album CD-n megjelent változata annyiban különbözik a bakeliten megjelenttől, hogy az első dal, a Say You Do eredeti változata helyett a hosszabb Special Remixed Version került rá. A borítófénykép a Jackson család úszómedencéjében készült.

## Fogadtatása
Stephen Thomas Erlewine, az AllMusic munkatársa öt csillagból kettőt adott rá, és megjegyezte: „első albumán Janet Jackson nem tesz tanúságot külön személyiségről. Ha producerei érdekesebb dalokat és ritmusokat választottak volna neki, a Janet Jackson vidám dance-popdalok kellemes gyűjteménye lehetett volna, de így csak a Young Love emelkedik ki az egymástól megkülönböztethetetlen, diszkószínvonal alatti gyors számok és a csöpögős lassú dalok közül.”
A Rolling Stone szintén kettőt adott rá öt csillagból.
A Baltimore Afro-American kedvezőbb kritikát adott róla. „A nyolc dal bemutatja egy dinamikus egyéniség magabiztosan elegáns hangját.”

## Számlista
| #  | Cím                                  | Szerzők                                 | Hossz     |
| -- | ------------------------------------ | --------------------------------------- | --------- |
| 1. | Say You Do                           | René Moore, Angela Winbush              | 5:15/6:50 |
| 2. | You’ll Never Find (A Love Like Mine) | Moore, Winbush                          | 4:11      |
| 3. | Young Love                           | Moore, Winbush                          | 4:58      |
| 4. | Love and My Best Friend              | Moore, Winbush                          | 4:48      |
| 5. | Don’t Mess Up This Good Thing        | Dana Meyers, Wardell Potts, Barry Sarna | 3:55      |
| 6. | Forever Yours                        | Attala Zane Giles, Philip Ingram        | 4:57      |
| 7. | The Magic Is Working                 | Gene Dozier, Dorie Pride                | 4:08      |
| 8. | Come Give Your Love to Me            | Glen Barbee, Charmaine Elaine Sylvers   | 5:03      |

## Kislemezek
- Young Love (1982. július 7.)
- Come Give Your Love to Me (1983. január 10.)
- Say You Do (1983. április 29.)
- Love and My Best Friend (1983. május 16.; csak Brazíliában jelent meg, a kislemezváltozat hossza 4:49)
- Don’t Mess Up This Good Thing (1983. július 18.)

## Helyezések
| Slágerlista (1982)                   | Legfelső helyezés |
| ------------------------------------ | ----------------- |
| USA Billboard 200                    | 63                |
| USA Billboard Top R&B/Hip-Hop Albums | 6                 |
| Dél-afrikai albumslágerlista         | 98                |
| Új-zélandi albumslágerlista          | 44                |